# Marioboselli
Marioboselli est une entreprise italienne de l'industrie du textile. Fondée en 1586, toujours dirigée et détenue par la famille du fondateur et encore en activité en 2009.

## Métiers et organisation
Le groupe est spécialisé dans la fabrication de fils et de tissus en soie et de soieries. Son activité est répartie sur 5 entreprises : Marioboselli Holding, Marioboselli yarns, Marioboselli jersey, Linea X, Twista et Silk 2000.